# ブラボー火星人

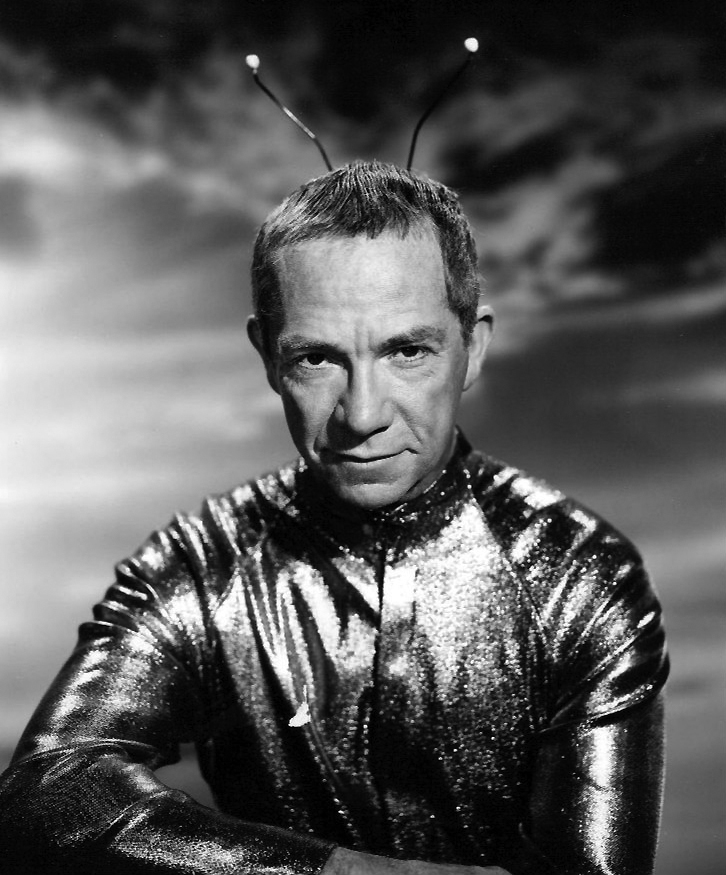
マーチンおじさん役のレイ・ウォルストン。1963年撮影。

『ブラボー火星人』（ぶらぼーかせいじん、原題:  My Favorite Martian ）は、1963年から1966年までアメリカCBSネットワークで放送された30分枠のSFコメディドラマ。全107本。日本では、1964年から日本テレビ系列で全39話分が放送された。番組は当初はモノクロで、のちにカラー化。

## 概要
地球に不時着した善意の火星人（マーチン）が、地球人の中で正体を隠して暮らすうちに生じる大小の珍騒動を描くSFコメディ。笑いばかりでなくヒューマンドラマの要素も含む番組内容は本国でも日本でも相応の人気を博し、特に米国のCBSでは人気西部劇『ガンスモーク』と並ぶ当時の同局の看板番組になった。また別世界出身の主人公のカルチャーギャップや、バラエティに富んだ超能力や科学アイテムが日常生活に影響を与えて大騒ぎを巻き起こすシチュエーションコメディの作法は、日本のテレビ番組にも大きな影響を与えている。
のちに『超人ハルク』で人気を博すビル・ビクスビーの出世作としても有名。

## あらすじ
ある日、若手新聞記者のティム・オハラは社命を受けて、アメリカ空軍の新型試作ロケット機X-15の公式取材の場に向かう。だが遅刻した彼は取材のチャンスを逃し、新聞社をクビになる危機に瀕した。一方、時速6000キロメートルの高速で飛ぶX-15を観測していた空軍のレーダーは、X-15に急接近する、時速1万キロメートルに及ぶ超高速の謎の飛行物体を補足、軍人たちを驚かせる。その後、ティムは地表に不時着した、銀色で全長が数メートルほどのまた別のロケットを発見。その中から、奇妙な質感の衣服に身を包む初老の紳士風の男性が現れた。軽い怪我をしていた同人を家で介抱したティムは、彼が火星人であり、そのロケット＝宇宙船が地球を訪れて｢低速｣のX-15とニアミスを起こしかけ、よけ損なって地上に不時着したという驚くべき事実を知る。
しかも火星人はX-15の機体の速度などのデータも把握していた。X-15についての思いがけぬニュースソースを得たティムはこれを記事にするが、軍の関係者はあまりにも仔細なデータの記載に驚き、ティムに軍事スパイの容疑をかけてしまう。情報源が火星人と言っても信じてもらえないと考えたティムは、うまい弁明も思いつかず苦境に陥る。だがそんな彼を助けたのは、怪我の手当てをしてくれた地球の青年に恩義を感じた火星人だった。火星人は高度な科学技術と超能力で密かに事態を収め、ティムの窮状を救う。
火星人が高潔で温かい心を持っていると知ったティムは、彼に地球人マーチンの名前と自分の遠縁の伯父という偽りの素性を与え、故障した宇宙船の修復が完了するまで自宅での同居を申し出る。こうしてティムとマーチン、星の違いを超えた二人の共同生活が始まった。

## 登場人物・キャスト
マーチンおじさん
レイ・ウォルストン （日本語吹替え： 川久保潔）
本作の主人公。火星人。宇宙探検旅行の最中にのろのろと飛ぶX-15に進路を阻まれて事故を起こし、地球に不時着した。風貌は地球の初老の紳士風だが、火星年齢ではまだ青年の域。地球でもいくつかの恋愛模様を展開する。地球ではティムの采配で、彼の遠縁の伯父さんとしてマーチン（火星人＝マーシャンにかけたネーミング）を名乗り、正体はティム以外にはまったく秘匿している。人柄は温厚で誠実だが、ちょっと悪戯好き。
普段は隠している頭の二本の触角を伸ばして遠方の事態を認識する千里眼や、相手の心を読み取るテレパシーなどいくつかの超能力を持つ。さらには姿を消したり、動物との会話も可能。また火星の高度な科学力を用いたいくつもの特殊アイテムを持ち、加えて頭脳も地球の博士クラスのものなので、その人並み外れた能力やアイテムが期せずして毎回の事件の元になる。地球の文化に関心を持つ一方、理解しにくい慣習や風俗も少なくなく、そのカルチャーギャップから事件が生じる場合もしばしば。時たま望郷の念に駆られて星空を仰ぐこともある。
ティム・オハラ
ビル・ビクスビー （日本語吹替え： 高山栄）
本作のもうひとりの主人公。ロスアンジェルスの地方紙「サン」の青年記者。マーチンの正体を知る地球で唯一の人間であり、同時に強い絆で結ばれた親友。地球に漂着したマーチンの窮状を理解して手を差し伸べた心やさしい若者だが、一方でちゃっかりした面もあり、マーチンの千里眼や超能力が新聞記事スクープのきっかけになることも日々期待している。住居は借家で、一階がガレージ仕様の二階建ての一軒家。
ローレル・ブラウン夫人パメラ・ブリットン（日本語吹替え： 旗和子）
ティムが居住する貸家の大家。30～40代の魅力的な未亡人。ティムの住居のすぐ脇に住んでいる。突如、ティムの伯父＝彼の同居人として現れたマーチンに当初は面食らうが、次第に紳士然としたマーチンに、異性への好意めいた思いを抱くようになる。
アンジェラアン・マーシャル（日本語吹替え： 増山江威子）
ブラウン夫人の娘。10代の陽気な少女で、ティムに淡い恋心を抱いている。母親はもちろんマーチンとの仲も良く、母がいつかマーチンと再婚し、自分はティムと結ばれることをひそかに夢見ている。
バーンズJ・パット・オマリー
ビル刑事アラン・ヘウット
警察署長ロイ・イングル

## スタッフ
- 制作 ： ジャック・チャートック・テレビジョン
- 代表制作者 : ジャック・チャートック
- 監督 ：　シェルドン・レナード、シドニー・ミラー、アル・ラフキン　ほか
- 脚本 ：　ジョン・L・グリーン　ほか
- 撮影 ：　フランク・カースン
- 音楽 :　 ジョージ・グリーリー

## 日本版・放送リスト
日本での放送（NTV）は、1964年3月16日から同年12月11日まで。前期は蛇の目ミシン工業、後期は明星食品のそれぞれ一社提供。番組スタート時の当時の番組ネットは、札幌、青森、秋田、山形、山梨エリアなど。
放送時間
- 1964年3月14日 - 同年6月22日：月曜21:00 - 21:30（JST）
- 1964年6月29日 - 同年8月3日：月曜19:30 - 20:00（JST）
  - 月曜19時台後半の日立一社提供枠との交換で移動。
- 1964年8月13日 - 同年9月24日：木曜19:00 - 19:30（JST）
  - 『ニッケ アベック歌合戦』（読売テレビ制作）との枠交換で移動。『アベック』は約4ヶ月ぶりに元の枠へ戻った。
- 1964年10月25日 - 同年11月29日：日曜19:30 - 20:00（JST）
- 1964年12月4日 - 同年同月11日：金曜19:00 - 19:30（JST）
  - 海外作品『メイベリー110番』までのつなぎとして移動。

なお木曜時代と日曜時代の間が約1ヶ月開いているが、この間は日本シリーズ中継（この年はナイターだった）や東京オリンピック中継が有ったからである。
| 話数 | 放送日   | サブタイトル                     |
| ---- | -------- | -------------------------------- |
| 1    | 3月16日  | 落ちた宇宙船                     |
| 2    | 3月23日  | 指紋かります                     |
| 3    | 3月30日  | イヌのジョージとミス・クローエ   |
| 4    | 4月6日   | 宇宙船がぬすまれた!              |
| 5    | 4月13日  | 恋とはこんなものかしら?          |
| 6    | 4月20日  | 山岳救助はお手のもの             |
| 7    | 4月27日  | 夕涼みの精神分析                 |
| 8    | 5月4日   | 忍法くしゃみ隠れ                 |
| 9    | 5月11日  | クラゲと私                       |
| 10   | 5月18日  | その彫刻をねらえ!                |
| 11   | 5月25日  | 火星人特ダネを追う               |
| 12   | 6月1日   | 火星人スパイ容疑にかかる         |
| 13   | 6月8日   | 恋人チェンジも楽じゃない         |
| 14   | 6月15日  | テイム・火星人になる             |
| 15   | 6月22日  | こちらは火星放送局               |
| 16   | 6月29日  | 私は誰でしょう?                  |
| 17   | 7月6日   | 居そうろう撃退作戦               |
| 18   | 7月13日  | ネコの遺産相続                   |
| 19   | 7月20日  | 火星人の突然変異                 |
| 20   | 7月27日  | にくい不動産屋                   |
| 21   | 8月3日   | 火星行ロケット準備完了           |
| 22   | 8月13日  | こまった探偵夫人                 |
| 23   | 8月20日  | 生きている伝説の男               |
| 24   | 8月27日  | 天才少年を救え                   |
| 25   | 9月3日   | リモコン画家誕生す               |
| 26   | 9月10日  | 火星人ただいま接近中             |
| 27   | 9月17日  | 火星人の優雅な三角関係           |
| 28   | 9月24日  | ちびっ子学者にご用心             |
| 29   | 10月1日  | （ナイターで休止）               |
| 30   | 10月8日  | 現代ねむり病のもとは？（Ｂプロ） |
| 31   | 10月15日 | （オリンピック特番で休止）       |
| 32   | 10月22日 | （オリンピック特番で休止）       |
| 33   | 11月1日  | 引力を消してくれ!                |
| 34   | 11月8日  | 努力しないで出世する方法?        |
| 35   | 11月15日 | 歯痛が眼にくるとは               |
| 36   | 11月22日 | レーダー・火星人をさぐる         |
| 37   | 11月29日 | ちょっといかした火星人ごっこ     |
| 38   | 12月4日  | 世紀の宇宙飛行士                 |
| 39   | 12月11日 | 夢の宇宙旅行（最終回）           |

## DVD
- 日本では映像ソフトは2022年現在まで未発売。
- 米国では全話がDVD化されている。

## 立体ホビー
米国パラグラフィックス社のプラモデル「1/18 ブラボー火星人 マーティンおじさん＆宇宙船専用 ディテールアップエッチングパーツセット」が、ホビー会社ペガサスホビーによる輸入販売で、日本では2011年6月に発売されている。商品内容は、宇宙服姿のマーチンと宇宙船がセットになったプラモデルキット。

## 関連作品

### リメイク
- 『ブラボー火星人2000』

本作を現代風の設定に潤色してリメイクした、新作劇場映画。

### パロディ
- 『怪物くん』

セミレギュラーの悪役宇宙人で「ベラボー怪星人」こと「ベム」が登場する。

## 参考資料
- 「テレビジョンエイジ」バックナンバー（四季出版社）
- 「昭和30年代のTVガイド」（ごま書房）
- 「シネアルバム39・SFムービー史」（芳賀書店）

ほか